# Serixia cupida
Serixia cupida là một loài bọ cánh cứng trong họ Cerambycidae.